# Villa del Rosario (Norte de Santander)
Villa del Rosario est une municipalité située dans le département de Norte de Santander en Colombie.à la frontière avec Venezuela. a une superficie de plus de 228 km², (inclus dans ses 40 quartiers et villages). Elle a une population de 112 798 habitants, étant la troisième ville en population du département après Cúcuta et Ocaña. Elle fait partie de la région métropolitaine de Cúcuta.
Il est situé exactement aux coordonnées 7°50′2"N 72°28′27"W.5 Son altitude est de 440 m d’altitude .m. et son fuseau horaire est UTC-5.Su température moyenne est de 22 à 31°C tout au long de l’année.
Il est administrativement divisé en 5 corregimientos et 4 veredas. Il est bordé au nord par le Venezuela et Cúcuta, au sud par Ragonvalia et Chinácota, à l’est par le Venezuela et à l’ouest par Los Patios. Sa seule rivière est la Táchira.

## Histoire
La date de sa fondation a suscité la controverse parmi les historiens; parce qu’il n’y a pas de documents indiquant une date exacte; peut-être parce qu’à cette époque, pour fonder un village, la couronne royale exigeait qu’il y ait plus de 3 400 habitants et peut-être pour cette raison elle avait un processus d’attente, ce qui a déclenché une grande confusion. Cela arrive aussi avec ses fondateurs parce qu’il y a eu des dons de terres à différentes années et c’est ainsi que l’on ne connaissait pas un ordre total mais partiel de sa fondation et de ses fondateurs.Cependant, les historiens qui jusqu’à présent ont dû mentionner le fondateur de Villa del Rosario, s’accordent à dire que c’était Ascencia Rodríguez de Morales (riche matrone qui a hérité de son mari Don Juan de Morales) et José Díaz de Astudillo (qui était gouverneur de la ville de San Faustino) qui possédait la majeure partie de la vallée spacieuse de San José,  qui, selon l’acte public de 1750, a fait don des terres pour sa création.
Par 1 760 quelques ranchs se sont démarqués au même endroit où il y a aujourd’hui la population qui est connue sous le nom de « Villa Antigua ».
Le 15 juillet 1771, les principaux habitants de ces vallées se sont réunis au sein du conseil d’administration pour demander au maire de la ville, Juan Agustín del Rincón, la création de la paroisse de Notre-Dame du Rosaire, un nom qui a été choisi en raison de la dévotion fervente qui a été faite à la Vierge Marie et surtout à l’image de Notre-Dame du Rosaire,  qui avait été conféré par la couronne espagnole.
Le 11 février 1773, le décret de création de la paroisse a été publié, en raison de l’importance qu’il a pris a été demandé au monarque Carlos IV, pour lui accorder le titre de Villa, qui a été accordé le 18 mai 1792 comme « Villa noble, fidèle et courageuse » par décret royal.
Le 18 mai 1875, le tremblement de terre de Cucuta s’est produit qui a affecté cette localité, détruisant les 6 quartiers d’origine de la municipalité qui étaient (El rastrojo, El calvario, Sogamoso, Bochalema, El pueblito et El tamarindo), détruisant également la chapelle Santa Ana, le temple historique, le lieu de naissance du général Santander, la Bagatela et la gare,  cela laisserait de grandes pertes économiques et des populations.Mais cela servirait à la création de nouveaux quartiers au-delà de la Quebrada de los Angeles (qui sépare la nouvelle et l’ancienne population), qui seraient, Piedecuesta le 22 juin 1875, El Centro le 20 juillet 1877, La Pesa (aujourd’hui Fatima) le 1er novembre 1871, Gramalote le 12 octobre 1879 et le quartier La Palmita le 19 mars 1893.
Le Rosaire est le berceau de la Colombie. À l’intérieur de son temple, l’évangile était instruit, c’est là que la nouvelle patrie de la Grande Colombie est née et c’était aussi le siège du Congrès de 1821. Berceau de Francisco de Paula Santander, également appelé « l’homme des lois », qui a donné à la Colombie la Constitution de Cúcuta, également connue sous le nom de Constitution de la Grande Colombie ou Constitution de 1821. C’était le résultat du Congrès de Cúcuta qui s’est tenu le 30 août 1821 et dont l’objectif principal était de créer la République de Colombie (mieux connue sous le nom de Grande Colombie) par l’unification de la Nouvelle-Grenade et du Venezuela. L’Équateur rejoindrait plus tard.
Dans leurs terres sont nés une grande variété de héros, parmi lesquels le général Francisco de Paula Santander, le colonel Pedro Fortoul, le colonel José Concha, le philosophe Frutos Joaquin Guitierrez de Caviedes et le prêtre Nicolas Mauricio de Omaña, (tous deux signataires de l’acte d’indépendance de 1810) et bien d’autres héros qui ont donné leur vie pour la liberté de la Colombie.
Toujours à Villa del Rosario a donné naissance à de grandes personnes telles que l’historien Luis Gabriel Castro Maldonado (créateur du livre Voyager à travers la capitale de la Grande Colombie), le mathématicien Manuel Antonio Rueda Jara (reconnu au niveau national pour ses contributions à l’éducation et créateur de certains livres tels que Le jouet des nombres et la comptabilité marchande).

## Économie
Agriculture: café, riz, canne à sucre, banane, tabac, poisson, légumes et arbres fruitiers.
Bétail: bovins, bovins, caprins et volailles.
Mines : charbon, argile, gypse et calcaire.

## Culture locale et patrimoine

### Personnalités liées à la municipalité
- Francisco de Paula Santander (1792-1840) : militaire et homme politique né à Villa del Rosario.